# Élections législatives de 1881 dans la Seine
Les élections législatives de 1881 ont eu lieu les 21 août et 4 septembre 1881.

## Députés élus
|    | Circonscription              | Député élu             |  | Groupe parlementaire |
| -- | ---------------------------- | ---------------------- |  | -------------------- |
| 1  | Ier arrondissement           | Pierre Tirard          |  | Union républicaine   |
| 2  | IIe arrondissement           | Émile Brelay           |  | Union républicaine   |
| 3  | IIIe arrondissement          | Eugène Spuller         |  | Union républicaine   |
| 4  | IVe arrondissement           | Désiré Barodet         |  | Union républicaine   |
| 5  | 1re du Ve arrondissement     | Louis Blanc            |  | Extrême gauche       |
| 6  | 2e du Ve arrondissement      | Jean-Marie de Lanessan |  | Extrême gauche       |
| 7  | VIe arrondissement           | Anne-Charles Hérisson  |  | Union républicaine   |
| 8  | VIIe arrondissement          | Charles-Félix Frébault |  | Union républicaine   |
| 9  | VIIIe arrondissement         | Frédéric Passy         |  | Centre gauche        |
| 10 | 1re du IXe arrondissement    | Anatole de La Forge    |  | Extrême gauche       |
| 11 | 2e du IXe arrondissement     | Arthur Ranc            |  | Union républicaine   |
| 12 | 1re du Xe arrondissement     | Ernest Lefèvre         |  | Extrême gauche       |
| 13 | 2e du Xe arrondissement      | Henri Brisson          |  | Union républicaine   |
| 14 | 1re du XIe arrondissement    | Charles Floquet        |  | Union républicaine   |
| 15 | 2e du XIe arrondissement     | Édouard Lockroy        |  | Union républicaine   |
| 16 | XIIe arrondissement          | Louis Greppo           |  | Union républicaine   |
| 17 | XIIIe arrondissement         | François Cantagrel     |  | Extrême gauche       |
| 18 | XIVe arrondissement          | Germain Casse          |  | Union républicaine   |
| 19 | XVe arrondissement           | Eugène Farcy           |  | Union républicaine   |
| 20 | XVIe arrondissement          | Pierre Marmottan       |  | Gauche républicaine  |
| 21 | 1re du XVIIe arrondissement  | Severiano de Heredia   |  | Union républicaine   |
| 22 | 2e du XVIIe arrondissement   | Henri Maret            |  | Extrême gauche       |
| 23 | 1re du XVIIIe arrondissement | Jean Lafont            |  | Extrême gauche       |
| 24 | 2e du XVIIIe arrondissement  | Georges Clemenceau     |  | Extrême gauche       |
| 25 | XIXe arrondissement          | François Allain-Targé  |  | Union républicaine   |
| 26 | 1re du XXe arrondissement    | Léon Gambetta          |  | Union républicaine   |
| 27 | 2e du XXe arrondissement     | Antoine Révillon       |  | Extrême gauche       |
| 28 | 1re de Saint-Denis           | Eugène Delattre        |  | Extrême gauche       |
| 29 | 2e de Saint-Denis            | Émile Villeneuve       |  | Extrême gauche       |
| 30 | 3e de Saint-Denis            | Jean Roque de Filhol   |  | Extrême gauche       |
| 31 | 1re de Sceaux                | Benjamin Raspail       |  | Union républicaine   |
| 32 | 2e de Sceaux                 | Alfred Talandier       |  | Extrême gauche       |

## Résultats à l'échelle du département
| Partis         | Partis                | Premier tour | Premier tour | Deuxième tour | Deuxième tour | Sièges |
| Partis         | Partis                | Voix         | %            | Voix          | %             | Sièges |
| -------------- | --------------------- | ------------ | ------------ | ------------- | ------------- | ------ |
|                | Républicains radicaux | 198 828      | 53,74        | 19 691        | 40,82         | 21     |
|                | Républicains modérés  | 106 988      | 28,91        | 20 399        | 42,29         | 11     |
|                | Légitimistes          | 20 184       | 5,45         | 812           | 1,68          | 0      |
|                | Socialistes           | 19 579       | 5,29         |               |               | 0      |
|                | Divers                | 16 012       | 4,33         | 2 652         | 5,50          | 0      |
|                | Bonapartistes         | 6 212        | 1,68         | 4 682         | 9,71          | 0      |
|                | Orléanistes           | 2 211        | 0,60         |               |               | 0      |
|                |                       |              |              |               |               |        |
| Inscrits       | Inscrits              | 524 319      | 100,00       | 82 147        | 100,00        | 32     |
| Votants        | Votants               | 378 486      | 72,19        | 49 326        | 60,05         |        |
| Abstentions    | Abstentions           | 146 333      | 27,91        | 32 821        | 39,95         |        |
| Blancs et nuls | Blancs et nuls        | 8 472        | 2,24         | 1 090         | 2,21          |        |
| Exprimés       | Exprimés              | 370 014      | 97,76        | 48 236        | 97,79         |        |

## Résultats par arrondissement

### Ierarrondissement- Louvre
| Candidats      | Candidats      | Étiquette           | Premier tour | Premier tour |
| Candidats      | Candidats      | Étiquette           | Voix         | %            |
| -------------- | -------------- | ------------------- | ------------ | ------------ |
|                | Pierre Tirard  | Républicain modéré  | 6 013        | 55,35        |
|                | Yves Guyot     | Républicain radical | 3 990        | 36,73        |
|                | Despatys       | Légitimiste         | 269          | 2,48         |
|                | Le Tailleur    | Socialiste          | 202          | 1,86         |
|                | Divers         | Divers              | 389          | 3,58         |
|                |                |                     |              |              |
| Inscrits       | Inscrits       | Inscrits            | 15 429       | 100,00       |
| Votants        | Votants        | Votants             | 11 155       | 72,30        |
| Abstention     | Abstention     | Abstention          | 4 274        | 27,70        |
| Blancs et nuls | Blancs et nuls | Blancs et nuls      | 292          | 2,62         |
| Exprimés       | Exprimés       | Exprimés            | 10 863       | 97,38        |

### IIearrondissement- Bourse
| Candidats      | Candidats      | Étiquette           | Premier tour | Premier tour |
| Candidats      | Candidats      | Étiquette           | Voix         | %            |
| -------------- | -------------- | ------------------- | ------------ | ------------ |
|                | Émile Brelay   | Républicain radical | 8 855        | 85,13        |
|                | Bazin          | Socialiste          | 611          | 5,87         |
|                | Divers         | Divers              | 1 547        | 14,87        |
|                |                |                     |              |              |
| Inscrits       | Inscrits       | Inscrits            | 15 833       | 100,00       |
| Votants        | Votants        | Votants             | 11 098       | 70,09        |
| Abstention     | Abstention     | Abstention          | 4 735        | 29,91        |
| Blancs et nuls | Blancs et nuls | Blancs et nuls      | 85           | 0,77         |
| Exprimés       | Exprimés       | Exprimés            | 11 013       | 99,23        |

### IIIearrondissement- Temple
| Candidats      | Candidats      | Étiquette           | Premier tour | Premier tour |
| Candidats      | Candidats      | Étiquette           | Voix         | %            |
| -------------- | -------------- | ------------------- | ------------ | ------------ |
|                | Eugène Spuller | Républicain modéré  | 9 550        | 60,94        |
|                | Darlot         | Républicain radical | 5 226        | 33,35        |
|                | Fournière      | Socialiste          | 562          | 3,59         |
|                | Divers         | Divers              | 332          | 2,12         |
|                |                |                     |              |              |
| Inscrits       | Inscrits       | Inscrits            | 20 940       | 100,00       |
| Votants        | Votants        | Votants             | 16 101       | 76,89        |
| Abstention     | Abstention     | Abstention          | 4 839        | 23,11        |
| Blancs et nuls | Blancs et nuls | Blancs et nuls      | 431          | 2,68         |
| Exprimés       | Exprimés       | Exprimés            | 15 670       | 97,32        |

### IVearrondissement- Hôtel-de-Ville
| Candidats      | Candidats      | Étiquette           | Premier tour | Premier tour |
| Candidats      | Candidats      | Étiquette           | Voix         | %            |
| -------------- | -------------- | ------------------- | ------------ | ------------ |
|                | Désiré Barodet | Républicain radical | 11 851       | 79,37        |
|                | Brenot         | Légitimiste         | 2 677        | 17,93        |
|                | Meunier        | Socialiste          | 153          | 1,02         |
|                | Divers         | Divers              | 251          | 1,68         |
|                |                |                     |              |              |
| Inscrits       | Inscrits       | Inscrits            | 20 320       | 100,00       |
| Votants        | Votants        | Votants             | 15 309       | 75,34        |
| Abstention     | Abstention     | Abstention          | 5 011        | 24,66        |
| Blancs et nuls | Blancs et nuls | Blancs et nuls      | 377          | 2,46         |
| Exprimés       | Exprimés       | Exprimés            | 14 932       | 97,54        |

### Vearrondissement- Panthéon

#### 1recirconscription
| Candidats      | Candidats      | Étiquette           | Premier tour | Premier tour |
| Candidats      | Candidats      | Étiquette           | Voix         | %            |
| -------------- | -------------- | ------------------- | ------------ | ------------ |
|                | Louis Blanc    | Républicain radical | 6 837        | 92,20        |
|                | Bestetti       | Socialiste          | 373          | 5,03         |
|                | Divers         | Divers              | 205          | 2,76         |
|                |                |                     |              |              |
| Inscrits       | Inscrits       | Inscrits            | 12 114       | 100,00       |
| Votants        | Votants        | Votants             | 8 208        | 67,76        |
| Abstention     | Abstention     | Abstention          | 3 906        | 32,24        |
| Blancs et nuls | Blancs et nuls | Blancs et nuls      | 793          | 9,66         |
| Exprimés       | Exprimés       | Exprimés            | 7 415        | 90,34        |

#### 2ecirconscription
| Candidats      | Candidats              | Étiquette           | Premier tour | Premier tour |
| Candidats      | Candidats              | Étiquette           | Voix         | %            |
| -------------- | ---------------------- | ------------------- | ------------ | ------------ |
|                | Jean-Marie de Lanessan | Républicain radical | 3 574        | 50,08        |
|                | Colin                  | Républicain modéré  | 2 574        | 36,07        |
|                | Piéron                 | Socialiste          | 281          | 3,94         |
|                | Divers                 | Divers              | 707          | 9,91         |
|                |                        |                     |              |              |
| Inscrits       | Inscrits               | Inscrits            | 10 114       | 100,00       |
| Votants        | Votants                | Votants             | 7 239        | 71,57        |
| Abstention     | Abstention             | Abstention          | 2 875        | 28,43        |
| Blancs et nuls | Blancs et nuls         | Blancs et nuls      | 103          | 1,42         |
| Exprimés       | Exprimés               | Exprimés            | 7 136        | 98,58        |

### VIearrondissement- Luxembourg
| Candidats      | Candidats             | Étiquette           | Premier tour | Premier tour |
| Candidats      | Candidats             | Étiquette           | Voix         | %            |
| -------------- | --------------------- | ------------------- | ------------ | ------------ |
|                | Anne-Charles Hérisson | Républicain modéré  | 9 380        | 63,03        |
|                | De Rougé              | Légitimiste         | 3 958        | 26,60        |
|                | Genillier             | Républicain radical | 702          | 4,72         |
|                | Le Poil               | Bonapartiste        | 693          | 4,66         |
|                | Divers                | Divers              | 148          | 0,99         |
|                |                       |                     |              |              |
| Inscrits       | Inscrits              | Inscrits            | 21 794       | 100,00       |
| Votants        | Votants               | Votants             | 15 099       | 69,28        |
| Abstention     | Abstention            | Abstention          | 6 695        | 30,72        |
| Blancs et nuls | Blancs et nuls        | Blancs et nuls      | 218          | 1,44         |
| Exprimés       | Exprimés              | Exprimés            | 14 881       | 98,56        |

### VIIearrondissement- Palais-Bourbon
| Candidats      | Candidats              | Étiquette           | Premier tour | Premier tour |
| Candidats      | Candidats              | Étiquette           | Voix         | %            |
| -------------- | ---------------------- | ------------------- | ------------ | ------------ |
|                | Charles-Félix Frébault | Républicain modéré  | 6 480        | 51,58        |
|                | Denys Cochin           | Légitimiste         | 4 774        | 38,00        |
|                | Nicolas Thierry        | Républicain radical | 1 032        | 8,21         |
|                | Dupont                 | Républicain modéré  | 224          | 1,78         |
|                | Divers                 | Divers              | 53           | 0,42         |
|                |                        |                     |              |              |
| Inscrits       | Inscrits               | Inscrits            | 17 732       | 100,00       |
| Votants        | Votants                | Votants             | 12 625       | 71,20        |
| Abstention     | Abstention             | Abstention          | 5 107        | 28,80        |
| Blancs et nuls | Blancs et nuls         | Blancs et nuls      | 62           | 0,49         |
| Exprimés       | Exprimés               | Exprimés            | 12 563       | 99,51        |

### VIIIearrondissement- Élysée
| Candidats      | Candidats       | Étiquette           | Premier tour | Premier tour | Deuxième tour | Deuxième tour |
| Candidats      | Candidats       | Étiquette           | Voix         | %            | Voix          | %             |
| -------------- | --------------- | ------------------- | ------------ | ------------ | ------------- | ------------- |
|                | Camille Godelle | Bonapartiste        | 4 866        | 49,54        | 4 682         | 49,67         |
|                | Frédéric Passy  | Républicain modéré  | 2 694        | 27,43        | 4 738         | 50,27         |
|                | Gonnard         | Républicain radical | 2 235        | 22,76        |               |               |
|                | Divers          | Divers              | 27           | 0,27         | 6             | 0,06          |
|                |                 |                     |              |              |               |               |
| Inscrits       | Inscrits        | Inscrits            | 16 228       | 100,00       | 16 228        | 100,00        |
| Votants        | Votants         | Votants             | 9 866        | 60,80        | 9 443         | 58,19         |
| Abstention     | Abstention      | Abstention          | 6 362        | 39,20        | 6 785         | 41,81         |
| Blancs et nuls | Blancs et nuls  | Blancs et nuls      | 44           | 0,45         | 17            | 0,18          |
| Exprimés       | Exprimés        | Exprimés            | 9 822        | 99,55        | 9 426         | 99,82         |

### IXearrondissement- Opéra

#### 1recirconscription
| Candidats      | Candidats           | Étiquette           | Premier tour | Premier tour |
| Candidats      | Candidats           | Étiquette           | Voix         | %            |
| -------------- | ------------------- | ------------------- | ------------ | ------------ |
|                | Anatole de La Forge | Républicain radical | 4 297        | 76,39        |
|                | Hervé               | Orléaniste          | 145          | 2,58         |
|                | Nicoullaud          | Légitimiste         | 129          | 2,29         |
|                | Divers              | Divers              | 1 054        | 18,74        |
|                |                     |                     |              |              |
| Inscrits       | Inscrits            | Inscrits            | 10 146       | 100,00       |
| Votants        | Votants             | Votants             | 5 866        | 57,82        |
| Abstention     | Abstention          | Abstention          | 4 280        | 42,18        |
| Blancs et nuls | Blancs et nuls      | Blancs et nuls      | 241          | 4,11         |
| Exprimés       | Exprimés            | Exprimés            | 5 625        | 95,89        |

#### 2ecirconscription
| Candidats      | Candidats      | Étiquette           | Premier tour | Premier tour | Deuxième tour | Deuxième tour |
| Candidats      | Candidats      | Étiquette           | Voix         | %            | Voix          | %             |
| -------------- | -------------- | ------------------- | ------------ | ------------ | ------------- | ------------- |
|                | Arthur Ranc    | Républicain modéré  | 3 157        | 37,58        | 3 402         | 49,99         |
|                | Paul Dubois    | Républicain radical | 1 613        | 19,20        |               |               |
|                | Farçy          | Républicain modéré  | 1 542        | 18,35        | 1 353         | 19,88         |
|                | Nicoullaud     | Légitimiste         | 1 295        | 15,41        | 812           | 11,93         |
|                | De Kératry     | Républicain modéré  | 541          | 6,44         |               |               |
|                | Colle          | Socialiste          | 87           | 1,04         |               |               |
|                | Divers         | Divers              | 166          | 1,98         | 1 238         | 18,19         |
|                |                |                     |              |              |               |               |
| Inscrits       | Inscrits       | Inscrits            | 13 045       | 100,00       | 13 045        | 100,00        |
| Votants        | Votants        | Votants             | 8 494        | 65,11        | 6 876         | 52,71         |
| Abstention     | Abstention     | Abstention          | 4 551        | 34,89        | 6 169         | 47,29         |
| Blancs et nuls | Blancs et nuls | Blancs et nuls      | 93           | 1,09         | 71            | 1,03          |
| Exprimés       | Exprimés       | Exprimés            | 8 401        | 98,91        | 6 805         | 98,97         |

### Xearrondissement- Enclos-Saint-Lazare

#### 1recirconscription
| Candidats      | Candidats        | Étiquette           | Premier tour | Premier tour |
| Candidats      | Candidats        | Étiquette           | Voix         | %            |
| -------------- | ---------------- | ------------------- | ------------ | ------------ |
|                | Camille Pelletan | Républicain radical | 5 918        | 54,83        |
|                | Hattat           | Républicain radical | 2 207        | 20,45        |
|                | Hamel            | Républicain modéré  | 1 238        | 11,47        |
|                | Divers           | Divers              | 1 430        | 13,25        |
|                |                  |                     |              |              |
| Inscrits       | Inscrits         | Inscrits            | 15 587       | 100,00       |
| Votants        | Votants          | Votants             | 11 190       | 71,79        |
| Abstention     | Abstention       | Abstention          | 4 397        | 28,21        |
| Blancs et nuls | Blancs et nuls   | Blancs et nuls      | 397          | 3,55         |
| Exprimés       | Exprimés         | Exprimés            | 10 793       | 96,45        |

#### 2ecirconscription
| Candidats      | Candidats      | Étiquette          | Premier tour | Premier tour |
| Candidats      | Candidats      | Étiquette          | Voix         | %            |
| -------------- | -------------- | ------------------ | ------------ | ------------ |
|                | Henri Brisson  | Républicain modéré | 8 757        | 90,19        |
|                | Piéron         | Socialiste         | 365          | 3,76         |
|                | Divers         | Divers             | 587          | 6,05         |
|                |                |                    |              |              |
| Inscrits       | Inscrits       | Inscrits           | 14 698       | 100,00       |
| Votants        | Votants        | Votants            | 9 949        | 67,69        |
| Abstention     | Abstention     | Abstention         | 4 749        | 32,31        |
| Blancs et nuls | Blancs et nuls | Blancs et nuls     | 240          | 2,41         |
| Exprimés       | Exprimés       | Exprimés           | 9 709        | 97,59        |

### XIearrondissement- Popincourt

#### 1recirconscription
| Candidats      | Candidats       | Étiquette           | Premier tour | Premier tour |
| Candidats      | Candidats       | Étiquette           | Voix         | %            |
| -------------- | --------------- | ------------------- | ------------ | ------------ |
|                | Charles Floquet | Républicain radical | 11 779       | 79,87        |
|                | Labusqière      | Socialiste          | 1 914        | 12,98        |
|                | Rogeard         | Socialiste          | 598          | 4,05         |
|                | Divers          | Divers              | 457          | 3,10         |
|                |                 |                     |              |              |
| Inscrits       | Inscrits        | Inscrits            | 19 803       | 100,00       |
| Votants        | Votants         | Votants             | 15 003       | 75,76        |
| Abstention     | Abstention      | Abstention          | 4 800        | 24,24        |
| Blancs et nuls | Blancs et nuls  | Blancs et nuls      | 255          | 1,70         |
| Exprimés       | Exprimés        | Exprimés            | 14 748       | 98,30        |

#### 2ecirconscription
| Candidats      | Candidats       | Étiquette           | Premier tour | Premier tour |
| Candidats      | Candidats       | Étiquette           | Voix         | %            |
| -------------- | --------------- | ------------------- | ------------ | ------------ |
|                | Édouard Lockroy | Républicain radical | 8 501        | 57,59        |
|                | Mathé           | Républicain radical | 4 424        | 29,97        |
|                | Jean Allemane   | Socialiste          | 1 551        | 10,51        |
|                | Divers          | Divers              | 286          | 1,94         |
|                |                 |                     |              |              |
| Inscrits       | Inscrits        | Inscrits            | 19 654       | 100,00       |
| Votants        | Votants         | Votants             | 14 979       | 76,21        |
| Abstention     | Abstention      | Abstention          | 4 675        | 23,79        |
| Blancs et nuls | Blancs et nuls  | Blancs et nuls      | 217          | 1,45         |
| Exprimés       | Exprimés        | Exprimés            | 14 762       | 98,55        |

### XIIearrondissement- Reuilly
| Candidats      | Candidats      | Étiquette           | Premier tour | Premier tour |
| Candidats      | Candidats      | Étiquette           | Voix         | %            |
| -------------- | -------------- | ------------------- | ------------ | ------------ |
|                | Louis Greppo   | Républicain modéré  | 7 942        | 57,50        |
|                | Jules Roche    | Républicain radical | 3 847        | 27,85        |
|                | Harry          | Socialiste          | 1 029        | 7,45         |
|                | Divers         | Divers              | 994          | 7,20         |
|                |                |                     |              |              |
| Inscrits       | Inscrits       | Inscrits            | 18 236       | 100,00       |
| Votants        | Votants        | Votants             | 14 029       | 76,93        |
| Abstention     | Abstention     | Abstention          | 4 207        | 23,07        |
| Blancs et nuls | Blancs et nuls | Blancs et nuls      | 217          | 1,55         |
| Exprimés       | Exprimés       | Exprimés            | 13 812       | 98,45        |

### XIIIearrondissement- Gobelins
| Candidats      | Candidats          | Étiquette           | Premier tour | Premier tour |
| Candidats      | Candidats          | Étiquette           | Voix         | %            |
| -------------- | ------------------ | ------------------- | ------------ | ------------ |
|                | François Cantagrel | Républicain radical | 8 417        | 72,67        |
|                | Georges-Martin     | Républicain radical | 1 699        | 14,67        |
|                | Quesnot            | Socialiste          | 888          | 7,67         |
|                | Ramolini           | Divers              | 305          | 2,63         |
|                | Divers             | Divers              | 273          | 2,36         |
|                |                    |                     |              |              |
| Inscrits       | Inscrits           | Inscrits            | 16 276       | 100,00       |
| Votants        | Votants            | Votants             | 11 780       | 72,38        |
| Abstention     | Abstention         | Abstention          | 4 496        | 27,62        |
| Blancs et nuls | Blancs et nuls     | Blancs et nuls      | 198          | 1,68         |
| Exprimés       | Exprimés           | Exprimés            | 11 582       | 98,32        |

### XIVearrondissement- Observatoire
| Candidats      | Candidats       | Étiquette           | Premier tour | Premier tour |
| Candidats      | Candidats       | Étiquette           | Voix         | %            |
| -------------- | --------------- | ------------------- | ------------ | ------------ |
|                | Germain Casse   | Républicain radical | 7 685        | 56,87        |
|                | Alphonse Albert | Républicain radical | 3 135        | 23,20        |
|                | De Larmandie    | Légitimiste         | 1 490        | 11,03        |
|                | Perrin          | Socialiste          | 681          | 5,04         |
|                | Manier          | Républicain radical | 457          | 3,38         |
|                | Divers          | Divers              | 66           | 0,49         |
|                |                 |                     |              |              |
| Inscrits       | Inscrits        | Inscrits            | 18 436       | 100,00       |
| Votants        | Votants         | Votants             | 13 656       | 74,07        |
| Abstention     | Abstention      | Abstention          | 4 780        | 25,93        |
| Blancs et nuls | Blancs et nuls  | Blancs et nuls      | 142          | 1,04         |
| Exprimés       | Exprimés        | Exprimés            | 13 514       | 98,96        |

### XVearrondissement- Vaugirard
| Candidats      | Candidats      | Étiquette           | Premier tour | Premier tour |
| Candidats      | Candidats      | Étiquette           | Voix         | %            |
| -------------- | -------------- | ------------------- | ------------ | ------------ |
|                | Eugène Farcy   | Républicain radical | 8 089        | 60,69        |
|                | Hovelacque     | Républicain radical | 3 427        | 25,71        |
|                | Cournet        | Socialiste          | 1 281        | 9,61         |
|                | Divers         | Divers              | 532          | 3,99         |
|                |                |                     |              |              |
| Inscrits       | Inscrits       | Inscrits            | 18 444       | 100,00       |
| Votants        | Votants        | Votants             | 13 696       | 74,26        |
| Abstention     | Abstention     | Abstention          | 4 748        | 25,74        |
| Blancs et nuls | Blancs et nuls | Blancs et nuls      | 367          | 2,68         |
| Exprimés       | Exprimés       | Exprimés            | 13 329       | 97,32        |

### XVIearrondissement- Passy
| Candidats      | Candidats        | Étiquette          | Premier tour | Premier tour |
| Candidats      | Candidats        | Étiquette          | Voix         | %            |
| -------------- | ---------------- | ------------------ | ------------ | ------------ |
|                | Pierre Marmottan | Républicain modéré | 5 007        | 70,23        |
|                | Louis Calla      | Orléaniste         | 2 066        | 28,98        |
|                | Divers           | Divers             | 56           | 0,79         |
|                |                  |                    |              |              |
| Inscrits       | Inscrits         | Inscrits           | 10 026       | 100,00       |
| Votants        | Votants          | Votants            | 7 212        | 71,93        |
| Abstention     | Abstention       | Abstention         | 2 814        | 28,07        |
| Blancs et nuls | Blancs et nuls   | Blancs et nuls     | 83           | 1,15         |
| Exprimés       | Exprimés         | Exprimés           | 7 129        | 98,85        |

### XVIIearrondissement- Batignolles

#### 1recirconscription
| Candidats      | Candidats            | Étiquette           | Premier tour | Premier tour |
| Candidats      | Candidats            | Étiquette           | Voix         | %            |
| -------------- | -------------------- | ------------------- | ------------ | ------------ |
|                | Severiano de Heredia | Républicain radical | 4 368        | 86,99        |
|                | Divers               | Divers              | 653          | 13,01        |
|                |                      |                     |              |              |
| Inscrits       | Inscrits             | Inscrits            | 8 105        | 100,00       |
| Votants        | Votants              | Votants             | 5 102        | 62,95        |
| Abstention     | Abstention           | Abstention          | 3 003        | 37,05        |
| Blancs et nuls | Blancs et nuls       | Blancs et nuls      | 81           | 1,59         |
| Exprimés       | Exprimés             | Exprimés            | 5 021        | 98,41        |

#### 2ecirconscription
| Candidats      | Candidats      | Étiquette           | Premier tour | Premier tour | Deuxième tour | Deuxième tour |
| Candidats      | Candidats      | Étiquette           | Voix         | %            | Voix          | %             |
| -------------- | -------------- | ------------------- | ------------ | ------------ | ------------- | ------------- |
|                | Henri Maret    | Républicain radical | 3 216        | 27,17        | 4 068         | 38,16         |
|                | Villard        | Républicain modéré  | 2 617        | 22,11        | 3 576         | 33,55         |
|                | Colonel Martin | Républicain modéré  | 2 053        | 17,35        | 2 348         | 22,03         |
|                | Pascal Duprat  | Républicain modéré  | 1 831        | 15,47        |               |               |
|                | Richard        | Républicain radical | 872          | 7,37         |               |               |
|                | Lyonnais       | Socialiste          | 487          | 4,11         |               |               |
|                | Félix Pyat     | Socialiste          | 387          | 3,27         |               |               |
|                | Divers         | Divers              | 372          | 3,14         | 667           | 6,26          |
|                |                |                     |              |              |               |               |
| Inscrits       | Inscrits       | Inscrits            | 16 681       | 100,00       | 16 681        | 100,00        |
| Votants        | Votants        | Votants             | 12 147       | 72,82        | 10 751        | 64,45         |
| Abstention     | Abstention     | Abstention          | 4 534        | 27,18        | 5 930         | 35,55         |
| Blancs et nuls | Blancs et nuls | Blancs et nuls      | 312          | 2,57         | 92            | 0,86          |
| Exprimés       | Exprimés       | Exprimés            | 11 835       | 97,43        | 10 659        | 99,14         |

### XVIIIearrondissement- Butte-Montmartre

#### 1recirconscription
| Candidats      | Candidats          | Étiquette           | Premier tour | Premier tour |
| Candidats      | Candidats          | Étiquette           | Voix         | %            |
| -------------- | ------------------ | ------------------- | ------------ | ------------ |
|                | Georges Clemenceau | Républicain radical | 11 436       | 80,17        |
|                | Georges Berry      | Légitimiste         | 1 287        | 9,02         |
|                | Dereure            | Socialiste          | 977          | 6,85         |
|                | Divers             | Divers              | 564          | 3,95         |
|                |                    |                     |              |              |
| Inscrits       | Inscrits           | Inscrits            | 20 350       | 100,00       |
| Votants        | Votants            | Votants             | 14 837       | 72,91        |
| Abstention     | Abstention         | Abstention          | 5 513        | 27,09        |
| Blancs et nuls | Blancs et nuls     | Blancs et nuls      | 573          | 3,86         |
| Exprimés       | Exprimés           | Exprimés            | 14 264       | 96,14        |

##### élection du 18 décembre 1881
| Candidats      | Candidats      | Étiquette           | Premier tour | Premier tour |
| Candidats      | Candidats      | Étiquette           | Voix         | %            |
| -------------- | -------------- | ------------------- | ------------ | ------------ |
|                | Jean Lafont    | Républicain radical | 6 852        | 60,43        |
|                | Joffrin        | Socialiste          | 2 744        | 24,20        |
|                | Georges Berry  | Légitimiste         | 1 028        | 9,07         |
|                | Divers         | Divers              | 715          | 6,31         |
|                |                |                     |              |              |
| Inscrits       | Inscrits       | Inscrits            | 20 191       | 100,00       |
| Votants        | Votants        | Votants             | 11 339       | 56,16        |
| Abstention     | Abstention     | Abstention          | 8 852        | 43,84        |
| Blancs et nuls | Blancs et nuls | Blancs et nuls      | 0            | 0,00         |
| Exprimés       | Exprimés       | Exprimés            | 11 339       | 100,00       |

#### 2ecirconscription
| Candidats      | Candidats          | Étiquette           | Premier tour | Premier tour |
| Candidats      | Candidats          | Étiquette           | Voix         | %            |
| -------------- | ------------------ | ------------------- | ------------ | ------------ |
|                | Georges Clemenceau | Républicain radical | 5 058        | 60,52        |
|                | Vauthier           | Républicain modéré  | 2 098        | 25,10        |
|                | Bouty              | Socialiste          | 678          | 8,11         |
|                | Georges Berry      | Légitimiste         | 485          | 5,80         |
|                | Divers             | Divers              | 39           | 0,47         |
|                |                    |                     |              |              |
| Inscrits       | Inscrits           | Inscrits            | 11 443       | 100,00       |
| Votants        | Votants            | Votants             | 8 477        | 74,08        |
| Abstention     | Abstention         | Abstention          | 2 966        | 25,92        |
| Blancs et nuls | Blancs et nuls     | Blancs et nuls      | 119          | 1,40         |
| Exprimés       | Exprimés           | Exprimés            | 8 358        | 98,60        |

### XIXearrondissement- Buttes-Chaumont
| Candidats      | Candidats             | Étiquette           | Premier tour | Premier tour |
| Candidats      | Candidats             | Étiquette           | Voix         | %            |
| -------------- | --------------------- | ------------------- | ------------ | ------------ |
|                | François Allain-Targé | Républicain modéré  | 8 883        | 64,56        |
|                | Chabert               | Socialiste          | 2 851        | 20,72        |
|                | Cattiaux              | Républicain radical | 1 353        | 9,83         |
|                | Fliche                | Bonapartiste        | 653          | 4,75         |
|                | Divers                | Divers              | 20           | 0,15         |
|                |                       |                     |              |              |
| Inscrits       | Inscrits              | Inscrits            | 18 559       | 100,00       |
| Votants        | Votants               | Votants             | 13 875       | 74,76        |
| Abstention     | Abstention            | Abstention          | 4 684        | 25,24        |
| Blancs et nuls | Blancs et nuls        | Blancs et nuls      | 115          | 0,83         |
| Exprimés       | Exprimés              | Exprimés            | 13 760       | 99,17        |

### XXearrondissement- Ménilmontant

#### 1recirconscription
| Candidats      | Candidats         | Étiquette           | Premier tour | Premier tour |
| Candidats      | Candidats         | Étiquette           | Voix         | %            |
| -------------- | ----------------- | ------------------- | ------------ | ------------ |
|                | Léon Gambetta     | Républicain modéré  | 4 526        | 51,60        |
|                | Sigismond Lacroix | Républicain radical | 3 528        | 40,22        |
|                | Jance             | Socialiste          | 387          | 4,41         |
|                | Divers            | Divers              | 331          | 3,77         |
|                |                   |                     |              |              |
| Inscrits       | Inscrits          | Inscrits            | 11 419       | 100,00       |
| Votants        | Votants           | Votants             | 8 914        | 78,06        |
| Abstention     | Abstention        | Abstention          | 2 505        | 21,94        |
| Blancs et nuls | Blancs et nuls    | Blancs et nuls      | 142          | 1,59         |
| Exprimés       | Exprimés          | Exprimés            | 8 772        | 98,41        |

#### 2ecirconscription
| Candidats      | Candidats        | Étiquette           | Premier tour | Premier tour | Deuxième tour | Deuxième tour |
| Candidats      | Candidats        | Étiquette           | Voix         | %            | Voix          | %             |
| -------------- | ---------------- | ------------------- | ------------ | ------------ | ------------- | ------------- |
|                | Léon Gambetta    | Républicain modéré  | 4 900        | 49,46        |               |               |
|                | Antoine Révillon | Républicain radical | 4 119        | 41,58        | 5 297         | 58,55         |
|                | Jance            | Socialiste          | 605          | 6,11         |               |               |
|                | Sick             | Républicain modéré  |              |              | 3 511         | 38,81         |
|                | Divers           | Divers              | 282          | 2,85         | 239           | 2,64          |
|                |                  |                     |              |              |               |               |
| Inscrits       | Inscrits         | Inscrits            | 13 145       | 100,00       | 13 145        | 100,00        |
| Votants        | Votants          | Votants             | 10 063       | 76,55        | 9 150         | 69,61         |
| Abstention     | Abstention       | Abstention          | 3 082        | 23,45        | 3 995         | 30,39         |
| Blancs et nuls | Blancs et nuls   | Blancs et nuls      | 157          | 1,56         | 103           | 1,13          |
| Exprimés       | Exprimés         | Exprimés            | 9 906        | 98,44        | 9 047         | 98,87         |

### Arrondissement de Saint-Denis

#### 1recirconscription- Saint-Denis
| Candidats      | Candidats       | Étiquette           | Premier tour | Premier tour | Deuxième tour | Deuxième tour |
| Candidats      | Candidats       | Étiquette           | Voix         | %            | Voix          | %             |
| -------------- | --------------- | ------------------- | ------------ | ------------ | ------------- | ------------- |
|                | Eugène Delattre | Républicain radical | 7 871        | 45,53        | 10 326        | 83,96         |
|                | Camille Sée     | Républicain modéré  | 6 687        | 38,68        | 1 471         | 11,96         |
|                | Jossein         | Socialiste          | 2 305        | 13,33        |               |               |
|                | De Constantin   | Légitimiste         | 266          | 1,54         |               |               |
|                | Divers          | Divers              | 159          | 0,92         | 502           | 4,08          |
|                |                 |                     |              |              |               |               |
| Inscrits       | Inscrits        | Inscrits            | 23 048       | 100,00       | 23 048        | 100,00        |
| Votants        | Votants         | Votants             | 17 536       | 76,08        | 13 106        | 56,86         |
| Abstention     | Abstention      | Abstention          | 5 536        | 24,02        | 9 942         | 43,14         |
| Blancs et nuls | Blancs et nuls  | Blancs et nuls      | 248          | 1,41         | 807           | 6,16          |
| Exprimés       | Exprimés        | Exprimés            | 17 288       | 98,59        | 12 299        | 93,84         |

#### 2ecirconscription- Neuilly
| Candidats      | Candidats         | Étiquette           | Premier tour | Premier tour |
| Candidats      | Candidats         | Étiquette           | Voix         | %            |
| -------------- | ----------------- | ------------------- | ------------ | ------------ |
|                | Émile Villeneuve  | Républicain radical | 7 541        | 54,67        |
|                | Delepouve         | Légitimiste         | 2 143        | 15,54        |
|                | Daix              | Républicain radical | 1 795        | 13,01        |
|                | Édouard Bamberger | Républicain modéré  | 592          | 4,29         |
|                | Vacha             | Républicain modéré  | 492          | 3,57         |
|                | Suzor             | Socialiste          | 261          | 1,89         |
|                | Divers            | Divers              | 970          | 7,03         |
|                |                   |                     |              |              |
| Inscrits       | Inscrits          | Inscrits            | 19 268       | 100,00       |
| Votants        | Votants           | Votants             | 13 967       | 72,49        |
| Abstention     | Abstention        | Abstention          | 5 301        | 27,51        |
| Blancs et nuls | Blancs et nuls    | Blancs et nuls      | 173          | 1,24         |
| Exprimés       | Exprimés          | Exprimés            | 13 794       | 98,76        |

#### 3ecirconscription- Courbevoie
| Candidats      | Candidats            | Étiquette           | Premier tour | Premier tour |
| Candidats      | Candidats            | Étiquette           | Voix         | %            |
| -------------- | -------------------- | ------------------- | ------------ | ------------ |
|                | Jean Roque de Filhol | Républicain radical | 5 273        | 57,64        |
|                | Emile Corra          | Républicain modéré  | 2 344        | 25,62        |
|                | Basset de Belovalle  | Légitimiste         | 1 411        | 15,42        |
|                | Divers               | Divers              | 120          | 1,31         |
|                |                      |                     |              |              |
| Inscrits       | Inscrits             | Inscrits            | 13 251       | 100,00       |
| Votants        | Votants              | Votants             | 9 326        | 70,38        |
| Abstention     | Abstention           | Abstention          | 3 925        | 29,62        |
| Blancs et nuls | Blancs et nuls       | Blancs et nuls      | 178          | 1,91         |
| Exprimés       | Exprimés             | Exprimés            | 9 148        | 98,09        |

### Arrondissement de Sceaux

#### 1recirconscription- Sceaux
| Candidats      | Candidats        | Étiquette           | Premier tour | Premier tour |
| Candidats      | Candidats        | Étiquette           | Voix         | %            |
| -------------- | ---------------- | ------------------- | ------------ | ------------ |
|                | Benjamin Raspail | Républicain radical | 12 744       | 87,15        |
|                | Léautaud         | Divers              | 846          | 5,79         |
|                | Divers           | Divers              | 1 033        | 7,06         |
|                |                  |                     |              |              |
| Inscrits       | Inscrits         | Inscrits            | 22 570       | 100,00       |
| Votants        | Votants          | Votants             | 15 781       | 69,92        |
| Abstention     | Abstention       | Abstention          | 6 789        | 30,08        |
| Blancs et nuls | Blancs et nuls   | Blancs et nuls      | 1 158        | 7,34         |
| Exprimés       | Exprimés         | Exprimés            | 14 623       | 92,66        |

#### 2ecirconscription- Vincennes
| Candidats      | Candidats        | Étiquette           | Premier tour | Premier tour |
| Candidats      | Candidats        | Étiquette           | Voix         | %            |
| -------------- | ---------------- | ------------------- | ------------ | ------------ |
|                | Alfred Talandier | Républicain radical | 8 982        | 57,78        |
|                | Steenackers      | Républicain modéré  | 2 689        | 17,30        |
|                | Siebecker        | Républicain modéré  | 2 177        | 14,00        |
|                | Minot            | Républicain radical | 875          | 5,63         |
|                | Sagnier          | Socialiste          | 65           | 0,42         |
|                | Divers           | Divers              | 758          | 4,88         |
|                |                  |                     |              |              |
| Inscrits       | Inscrits         | Inscrits            | 21 625       | 100,00       |
| Votants        | Votants          | Votants             | 15 907       | 73,56        |
| Abstention     | Abstention       | Abstention          | 5 718        | 26,44        |
| Blancs et nuls | Blancs et nuls   | Blancs et nuls      | 361          | 2,27         |
| Exprimés       | Exprimés         | Exprimés            | 15 546       | 97,73        |

## Sources
1. 1 2 3 4 5 6 7 8 9 10 11 12 13 14 15 16 17 18 19 20 21 22 23 24 25 26 27 28 29 30 31 32 33 34 35 36 37 38 39 40 41 42 43 44 45 46 47 48 49 50 51 52 53 54 55 56 57 58 59 60 61 62 63 64 65 66  « L'Union : La Quotidienne, La France, L'Écho francais », sur Gallica, 23 août 1881 (consulté le 26 décembre 2022)
2. 1 2 3 4 5 6 7 8 9 10 11 12 13 14 15 16 17  « Journal officiel de la République française. Débats parlementaires. Chambre des députés : compte rendu in-extenso », sur Gallica, 1er novembre 1881 (consulté le 26 décembre 2022).
3. 1 2 3 4 5 6 7 8 9 10 11 12 13 14  « Journal officiel de la République française. Débats parlementaires. Chambre des députés : compte rendu in-extenso », sur Gallica, 30 octobre 1881 (consulté le 26 décembre 2022)
4. ↑  « Le Temps », sur Gallica, 23 août 1881 (consulté le 26 décembre 2022)
5. 1 2 3 4 5  « Journal officiel de la République française. Débats parlementaires. Chambre des députés : compte rendu in-extenso », sur Gallica, 5 novembre 1881 (consulté le 26 décembre 2022)
6. ↑  « Journal officiel de la République française. Débats parlementaires. Chambre des députés : compte rendu in-extenso », sur Gallica, 20 mars 1882 (consulté le 28 décembre 2022)